# پی‌اس‌آی-۲۰
پی‌اس‌آی-۲۰ (انگلیسی: PSI-20) شاخص بازار بورس یورونکست لیسبون است، که از سال ۱۹۹۲ راه‌اندازی شد و هم‌اکنون از ۲۰ شرکت تشکیل می‌شود.